# شعياتون تاسوبانابان
شعياتون تاسوبانابان (مواليد 12 مارس 2000) هو لاعب كرة قدم تايلندي.

## وصلات خارجية
- شعياتون تاسوبانابان على موقع رابطة كرة القدم اليابانية للمحترفين (اليابانية)
- شعياتون تاسوبانابان على موقع قاعدة بيانات كرة القدم.إي يو (الإنجليزية)
- شعياتون تاسوبانابان على موقع Soccerway.com (الإنجليزية)
- شعياتون تاسوبانابان على موقع عالم كرة القدم.نت (الإنجليزية)